# Zgrada
Zgrada je građevina koja se sastoji od vanjskih zidova i krovne konstrukcije, s jednom ili više zatvorenih prostorija kojima je omogućen pristup. Može služiti za zaštitu ljudi, životinja ili imovine. 
Zgrade mogu biti različitih vrsta i namjena - od složenih kompleksa kao što su bolnice, dvorane, kuće ili stambene zgrade. U zgradi se može regulirati temperatura,  svjetlo, dotok zraka ili putevi kretanja ljudi.
Oblikovanje zgrada je staro kao samo čovječanstvo.

## Vrste zgrada
- po namjeni mogu biti stambene, proizvodne, poslovne, javne, zdravstvene, kulturne, vjerske, športske zgrade ...
- ovisno o materijalima, mogu biti primjerice zidane, kamene, drvene ili metalne zgrade

## Vanjske poveznice
|  | Zajednički poslužitelj ima još gradiva o temi Zgrada |

- poslovne zgrade Hrvatska tehnička enciklopedija, portal hrvatske tehničke baštine. LZMK